# Эсенгул-бий
Эсенгу́л-бий (кирг. Эсенгул бий) также Эсенгу́л-баты́р (кирг. Эсенгул баатыр), в русских записях известен как Эсенгу́л Була́тбиев; приблизительно 1730/1735 — 1810, Токмак) — киргизский государственный, политический и военный деятель. Видный феодал (манап), выборный правитель племен Правого крыла в 1787—1810 годах. Внук Маматкул-бия и дед Ормон-хана.

## Биография
Упоминается в ряде народных преданий киргизов. С раннего возраста принимал участие в войне с джунгарами, в 16 лет одержал победу в поединке с джунгарским воином. Среди киргизов сохранилась присказка «здоров, как Эсенгул» (кирг. чоңдугу Эсенгулдай), а сам батыр носил прозвище «Эсенгул бревношеий» (кирг. казык моюн Эсенгул). Отправлял свои торговые караваны в сибирские города Российской империи.

## Кыргызско-казахские отношения

### Сражение в Кочкоре
В конце 1760-х годов не большой отряд кыргызов под начальством Жаманак-баатыра (из РПГ саяк) совершил поход на казахов кочевавших в прибрежных долинах реки Или. В ответ на это казахский батыр из Среднего жуза Кокжал Барак организовал поход 4-5 тысячного казахского войска на кыргызов Чуйской долины, оттеснив их до местности Кочкор. Решающее сражение произошло вблизи перевала Кызарт из Кочкорской долины в Джумгале.
Объединёнными силами кыргызов руководил Эсенгул-бий. Он удачно использовал местный горный рельеф и военно-техническую хитрость (устроили клубы большой пыли создававшего видимость пребывания на подмогу кыргызам нескончаемого потока войск), вынудив Барак-батыра к отступлению. Несколько казахских предводителей войска Айтак, Арзы, Куржы пали в бою, сам Кокжал Барак-батыр был схвачен в плен в местности Кескен-Таш и казнён.

### Заключение мирного договора
В 1786 году разгромил войска батыра Берди-ходжи и казнил его. В том же году совместно с Атаке-бием заключил мирный договор с казахами Среднего и Старшего жузов.